# 1991 en mathématiques
Cet article présente les faits marquants de l'année 1991 en mathématiques.

## Décès
- 20 avril : Anton Kotzig (né en 1919), mathématicien slovaque–canadien.
- 15 mai : Andreas Floer (né en 1956), mathématicien allemand.
- 22 mai : Derrick Lehmer (né en 1905), mathématicien américain.
- 31 mai : Magnus Hestenes (né en 1906), mathématicien américain.
- 3 juin : Lê Văn Thiêm (né en 1918), mathématicien vietnamien.
- 8 juin : M. D. Donsker (né en 1925), mathématicien américain.
- 11 juin : Jules Geheniau (né en 1909), mathématicien et physicien belge.Ernst Witt.

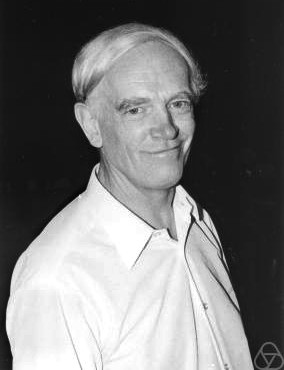
Ernst Witt.

- 3 juillet : Ernst Witt (né en 1911), mathématicien allemand.
- 22 août : Gottfried E. Noether (né en 1915), mathématicien allemand puis américain.
- 21 novembre : Hans Julius Zassenhaus (né en 1912), mathématicien allemand.
- 29 novembre : Theodor Estermann (né en 1902), mathématicien britannique.
- 9 décembre : Olga Bondareva (née en 1937), mathématicienne soviétique.
- 18 décembre : Richard Hubert Bruck (né en 1914), mathématicien américain.